# Batignano
Batignano est une frazione de la commune de Grosseto, en Toscane, Italie.
Batignano est un petit village médiéval situé sur une colline à 10 km au nord de le centre de la ville de Grosseto. Il est accessible via l'autoroute Grosseto-Sienne.

## Monuments
- Les murailles de Batignano qui encerclent la vieille ville, datant au XIIe siècle.
  - La Porta Senese, la porte au Nord.
  - La Porta Grossetana, la porte au Sud.
- L'église San Martino (XIIe siècle), romane.
- L'église de la fraternité de San Giuseppe (XVIIe siècle), baroque.
- Le couvent de Santa Croce, construit au XVIIe siècle par la grande-duchesse Christine de Lorraine.
- Les palais nobles : palais Iacometti, palais Baccellieri, palais du Porche.